# Zoltán Magyar
Zoltán Magyar född den 13 december 1953 i Budapest, Ungern, är en ungersk gymnast.
Han tog OS-guld i bygelhäst i samband med de olympiska gymnastiktävlingarna 1980 i Moskva.
Han försvarade sitt OS-guld i bygelhäst och tog även OS-brons i lagmångkampen i samband med de olympiska gymnastiktävlingarna 1980 i Moskva.